# 11月1日 (旧暦)
旧暦11月1日（きゅうれきじゅういちがつついたち）は旧暦11月の1日目である。六曜は大安である。

## できごと
- 長保元年（ユリウス暦999年12月11日） - 藤原道長の娘・彰子が入内[要出典]
- 文久3年（グレゴリオ暦1863年12月11日） - 薩摩藩が英公使に10万ドルを払い生麦事件が解決[要出典]

## 誕生日
- 永禄4年（ユリウス暦1561年12月7日） - 吉川広家、周防国岩国領の初代領主（+ 1625年）
- 建治元年（ユリウス暦1275年11月19日） - 夢窓疎石、臨済宗の僧（+ 1351年）
- 弘化4年（グレゴリオ暦1847年12月8日） - 中江兆民、思想家（+ 1901年）

## 忌日
- 大暦10年（776年） - 新平公主（中国語版）、玄宗の娘。

## 記念日・年中行事
- 朔旦冬至（この日が冬至の場合）